# العلاقات الألمانية النيوزيلندية
العلاقات الألمانية النيوزيلندية هي العلاقات الثنائية التي تجمع بين ألمانيا ونيوزيلندا.

## مقارنة بين البلدين
هذه مقارنة عامة ومرجعية للدولتين:
| وجه المقارنة                                              | ألمانيا                                                                              | نيوزيلندا                                              |
| --------------------------------------------------------- | ------------------------------------------------------------------------------------ | ------------------------------------------------------ |
| المساحة (كم2)                                             | 357.41 ألف                                                                           | 268.02 ألف                                             |
| عدد السكان (نسمة)                                         | 81.29 مليون                                                                          | 4.24 مليون                                             |
| الكثافة السكانية (ن./كم²)                                 | 227.44                                                                               | 15.82                                                  |
| العاصمة                                                   | بون، برلين                                                                           | ويلينغتون، أوكلاند                                     |
| اللغة الرسمية                                             | اللغة الألمانية                                                                      | لغة إنجليزية، اللغة الماورية، لغة الإشارة النيوزيلندية |
| العملة                                                    | يورو، مارك ألماني                                                                    | دولار نيوزيلندي، الجنيه النيوزيلندي                    |
| الناتج المحلي الإجمالي (بليون دولار)                      | 3.68 تريليون                                                                         | 205.85 مليار                                           |
| الناتج المحلي الإجمالي (تعادل القوة الشرائية) بليون دولار | 3.92 تريليون                                                                         |                                                        |
| الناتج المحلي الإجمالي الاسمي للفرد دولار أمريكي          | 41.31 ألف                                                                            |                                                        |
| الناتج المحلي الإجمالي للفرد دولار أمريكي                 | 46.40 ألف                                                                            |                                                        |
| مؤشر التنمية البشرية                                      | 0.926                                                                                | 0.914                                                  |
| رمز المكالمات الدولي                                      | +49                                                                                  | +64                                                    |
| رمز الإنترنت                                              | .de                                                                                  | .nz                                                    |
| المنطقة الزمنية                                           | توقيت وسط أوروبا، ت ع م+01:00، ت ع م+02:00، توقيت أوروبا الوسطى المعياري (ت غ م +1) ‏ | ت ع م+13:00، ت ع م+12:00                               |

## مدن متوأمة
في ما يلي قائمة باتفاقيات التوأمة بين مدن ألمانية ونيوزيلندية:
- ترتبط هامبورغ مع أوكلاند باتفاقية توأمة منذ 1958.

## منظمات دولية مشتركة
يشترك البلدان في عضوية مجموعة من المنظمات الدولية، منها:
| علم المنظمة | اسم المنظمة                               | تاريخ انضمام ألمانيا | تاريخ انضمام نيوزيلندا |
| ----------- | ----------------------------------------- | -------------------- | ---------------------- |
|             | مؤسسة التمويل الدولية                     | 20 يوليو 1956        | 31 أغسطس 1961          |
|             | مجموعة أستراليا                           | 1985                 | 1985                   |
|             | يونسكو                                    | 11 يوليو 1951        | 4 نوفمبر 1946          |
|             | مجموعة الموردين النوويين                  | ?                    | ?                      |
|             | الوكالة الدولية للطاقة                    | ?                    | ?                      |
|             | مؤسسة التنمية الدولية                     | 24 سبتمبر 1960       | 1 أكتوبر 1974          |
|             | منظمة التعاون الاقتصادي والتنمية          | 27 سبتمبر 1961       | ?                      |
|             | المركز الدولي لتسوية المنازعات الاستشارية | 18 مايو 1969         | 2 مايو 1980            |
|             | وكالة ضمان الاستثمار متعدد الأطراف        | 12 أبريل 1988        | 22 أبريل 2008          |
|             | منظمة حظر الأسلحة الكيميائية              | 29 أبريل 1997        | ?                      |
|             | الاتحاد الدولي للاتصالات                  | 1866                 | 3 يونيو 1878           |
|             | الأمم المتحدة                             | 18 سبتمبر 1973       | 24 أكتوبر 1945         |
|             | منظمة الشرطة الجنائية الدولية             | ?                    | ?                      |
|             | البنك الدولي للإنشاء والتعمير             | 14 أغسطس 1952        | 31 أغسطس 1961          |
|             | الفريق المعني برصد الأرض                  | ?                    | ?                      |
|             | الاتحاد البريدي العالمي                   | 1 يوليو 1875         | ?                      |
|             | منظمة التجارة العالمية                    | ?                    | ?                      |
|             | المنظمة الهيدروغرافية الدولية             | ?                    | ?                      |
|             | بنك التنمية الآسيوي                       | 1966                 | 1966                   |
|             | نظام تحكم تكنولوجيا القذائف               | 1987                 | 1991                   |

## وصلات خارجية
- موقع وزارة الخارجية الألمانية
- موقع وزارة الخارجية النيوزيلندية